# Kormorán malý
Kormorán malý (Microcarbo pygmaeus) je malý druh kormorána z řádu terejů. 

## Popis
Dosahuje velikosti lysky černé. Má velmi dlouhý ocas a krátký silný zobák. Je celý černý, s tmavozeleným a bronzovým leskem. Hnízdí v koloniích ve sladkovodním prostředí a deltách řek. V poslední době zaletuje častěji na území Česka, kde byl zjištěn již minimálně 19×, včetně hejna 15 ex. v listopadu 2005 u Ostravy. Na jaře 2022 bylo pozorováno první zahnízdění na území ČR na Ivaňském ostrově v přírodní rezervaci Věstonická nádrž, jde o nejsevernější hnízdiště v Evropě.
Jedná se o společenské ptáky často hnízdící ve společných koloniích s volavkami, kolpíky, nebo ibisy.

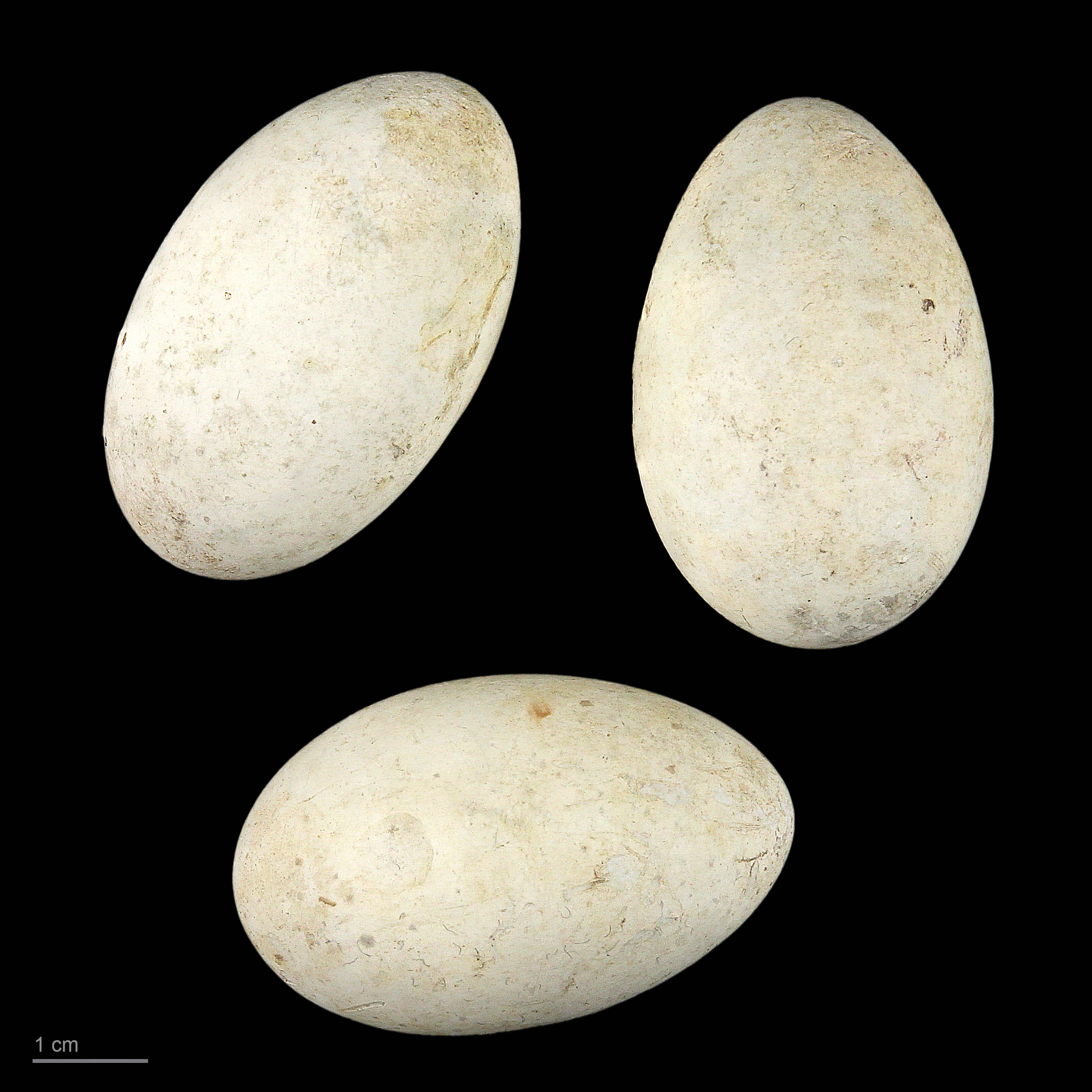
Vejce kormorána malého